# Postleitzahl (Kroatien)

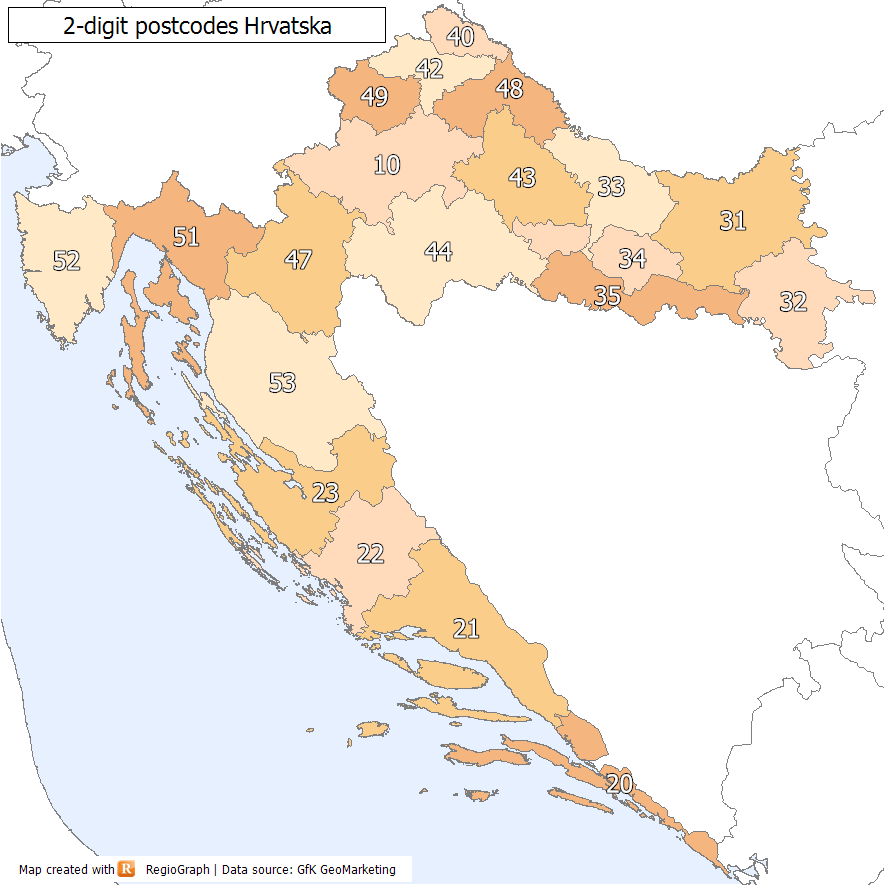
Postleitzahlen-Gebiete in Kroatien nach den ersten beiden Stellen

Die kroatischen Postleitzahlen sind fünfstellig. Die kroatischen Postleitzahlen richten sich nach den Gespanschaften.

## Regionalcodes und Orte
- 1
  - Stadt Zagreb und Gespanschaft Zagreb
    - 100xx Zagreb (Agram)
    - 10290 Zaprešić
    - 10310 Ivanić Grad
    - 10340 Vrbovec
    - 10370 Dugo Selo
    - 10380 Sv. Ivan Zelina
    - 10410 Velika Gorica
    - 10430 Samobor
    - 10450 Jastrebarsko
- 2
  - Gespanschaft Dubrovnik-Neretva
    - 20000 Dubrovnik
    - 20225 Babino Polje
    - 20260 Korčula
    - 20290 Lastovo
    - 20340 Ploče
    - 20355 Opuzen

  - Gespanschaft Split-Dalmatien
    - 21000 Split
    - 21203 Donji Muć
    - 21212 Kaštel Sućurac
    - 21220 Trogir
    - 21223 Okrug Gornji
    - 21224 Slatine
    - 21230 Sinj
    - 21260 Imotski
    - 21276 Vrgorac
    - 21300 Makarska
    - 21310 Omiš
    - 21315 Dugi Rat
    - 21327 Podgora
    - 21400 Supetar
    - 21420 Bol
    - 21450 Hvar
    - 21460 Stari Grad
    - 21480 Vis
    - 21485 Komiža

  - Gespanschaft Šibenik-Knin
    - 220xx Šibenik

  - Gespanschaft Zadar
    - 23000 Zadar
    - 23250 Pag (Baag)
    - 23262 Pašman
    - 23292 Molat
    - 23294 Premuda
- 3
  - Gespanschaft Osijek-Baranja
    - 31000 Osijek (Esseg)
    - 31206 Erdut
    - 31222 Bizovac
    - 31300 Beli Manastir
    - 31400 Đakovo
    - 31402 Semeljci
    - 31411 Trnava
    - 31500 Nasice
    - 31550 Valpovo

  - Gespanschaft Vukovar-Syrmien
    - 32000 Vukovar
    - 32100 Vinkovci
    - 32270 Zupanja

  - Gespanschaft Virovitica-Podravina
    - 33000 Virovitica
    - 33405 Pitomača
    - 33515 Orahovica
    - 33520 Slatina

  - Gespanschaft Požega-Slawonien
    - 34000 Požega
    - 34310 Pleternica
    - 34330 Velika
    - 34340 Kutjevo
    - 34550 Pakrac

  - Gespanschaft Brod-Posavina
    - 35000 Slavonski Brod (Brod an der Save, Slawonische Furth)
    - 35210 Vrpolje
    - 35400 Nova Gradiska
    - 35430 Okucani
- 4
  - Gespanschaft Međimurje
    - 40000 Čakovec
    - 40305 Nedelisce
    - 40320 Donji Kraljevec

  - Gespanschaft Varaždin
    - 42000 Varaždin
    - 42220 Novi Marof
    - 42230 Ludbreg
    - 42240 Ivanec
    - 42250 Lepoglava

  - Gespanschaft Bjelovar-Bilogora
    - 43000 Bjelovar
    - 43240 Čazma
    - 43500 Daruvar

  - Gespanschaft Sisak-Moslavina
    - 44000 Sisak
    - 44210 Sunja
    - 44250 Petrinja
    - 44317 Popovaca
    - 44320 Kutina

  - Gespanschaft Karlovac
    - 47000 Karlovac (Karlstadt)
    - 47240 Slunj
    - 47250 Duga Resa

  - Gespanschaft Koprivnica-Križevci
    - 48000 Koprivnica
    - 48260 Križevci

  - Gespanschaft Krapina-Zagorje
    - 49000 Krapina
- 5
  - Gespanschaft Primorje-Gorski kotar
    - 51000 Rijeka (Sankt Veit am Flaum)
    - 51511 Malinska
    - 51280 Rab
    - 51410 Opatija
    - 51414 Ičići
    - 51513 Omišalj
    - 51550 Mali Lošinj
    - 51551 Veli Lošinj
    - 51552 Ilovik
    - 51557 Cres
    - 51561 Susak

  - Gespanschaft Istrien
    - 52100 Pula
    - 52210 Rovinj (Ruwein)

  - Gespanschaft Lika-Senj
    - 53000 Gospić